# Guiomar Gonçalves
Guiomar Gonçalves da Silva (Vargem Grande Paulista, 25 de março de 1923 – São Paulo, 28 de fevereiro de  1990) foi uma atriz brasileira. Foi uma das grandes estrelas das radionovelas antes de migrar para a televisão. Em 1973 deixou a carreira e mudou-se para os Estados Unidos.

## Carreira
Alguns dos trabalhos de que participou:
Atuou no TV de Vanguarda e no teleteatro Casa de Bonecas, TV Tupi, em 1954, atuou na peça de Henrik Ibsen ao lado de Lia de Aguiar, Suzi Arruda, Jaime Barcelos, Lima Duarte, Dionísio de Azevedo, Heitor de Andrade. Fez as novelas Teresa, O Cara Suja, A Cor de Sua Pele, O Anjo e o Vagabundo, Paixão Proibida, Amor sem Deus todas na Rede Tupi e O Bem Amado na TV Globo em 1973, fazendo par com Lima Duarte. 